# 行唐県 (北京市)
行唐県（こうとう-けん）はかつての中国に存在した県。現在の北京市密雲県北東部に位置する。
遼朝により設置された>。
金代に廃止され檀州に統合された。